# Gare de Washington Union Station
Pour les articles homonymes, voir Union Station.
La gare de Washington Union Station, dite Union Station, est une gare ferroviaire située sur le territoire de la ville de Washington DC aux États-Unis. Il s'agit de la principale gare de Washington, elle accueille plus de 25 millions de visiteurs par an.

## Histoire
Elle a été construite en 1908.

## Service des voyageurs

### Desserte
Les liaisons longue-distance qui desservent la gare sont:
- l'Acela: train à grande-vitesse Boston (Massachusetts) - Washington (District of Columbia)
- le Capitol Limited: Washington D.C. - Chicago
- le Carolinian: New York (New York) - Charlotte (Caroline du Nord)
- le Crescent: New York (New York) - La Nouvelle-Orléans (Louisiane)
- le Palmetto: New York (New York) - Savannah (Géorgie)
- le Regional: Boston (Massachusetts) - Newport News (Virginie)
- le Silver Star et le Silver Meteor: New York (New York)  - Miami (Floride)
- le Vermonter: St. Albans (Vermont) - Washington (District of Columbia)

Deux autres services plus régionaux:
- le MARC train (Maryland Area Regional Commuter)
- le Virginia Railway Express